# 民権と平等党
民権と平等党（みんけんとびょうどうとう、トルコ語：Hak ve Eşitlik Partisi、 HEPAR）は、かつて存在したトルコの政党。
2008年9月8日に、元トルコ軍司令官オスマン・パムコールのトルコ国民への呼びかけにより結党された。初代党首にはパムコールが就任し、クルディスタン労働者党 (PKK) によるテロ問題の軍事的解決、軍の見直しや縮小、鉱山地域の国有化や国有農地の市民への分与、子供手当制度の導入等の混合経済政策・主張を掲げたが、2019年4月21日の臨時党大会で活動の終了を議決した。